# Gabrielle Lutz
Pour les articles homonymes, voir Lutz.
Gabrielle Lutz (née le 4 décembre 1935 à Mulhouse et morte le 3 août 2011 à Dijon) est une kayakiste française pratiquant la course en ligne et la descente.

## Carrière
Aux Jeux olympiques d'été de 1960 à Rome, elle est éliminée en demi-finales de l'épreuve de course en ligne du K1 500 mètres.
Aux Championnats du monde de descente 1969 à Mâcot-la-Plagne, elle est médaillée de bronze en K1 classique par équipe.